# Nylanderia trageri
Nylanderia trageri is een mierensoort uit de onderfamilie van de schubmieren (Formicinae). De wetenschappelijke naam van de soort is voor het eerst geldig gepubliceerd in 2012 door Kallal & LaPolla.